# Richard H. Wilkinson
Richard Herbert Wilkinson (nacido en 1951), arqueólogo y egiptólogo, Regents Profesor Emeritus, Ph.D. en la Universidad de Arizona y fundador director de la University of Arizona Egyptian Expedition. Ha dirigido excavaciones en Egipto durante 25 años, principalmente en el Valle de los Reyes y, más recientemente, en el templo real de Tausert, una reina de la decimonovena dinastía que gobernó Egipto como reina faraón.
Wilkinson ha ostentado numerosos cargos profesionales. Editor fundador  del Directory of North American Egyptologists (Directorio de egiptólogos norteamericanos) y del Journal of Ancient Egyptian Interconnections una revista erudita dedicada a las relaciones del Antiguo Egipto con otras antiguas culturas del Oriente Próximo y del Mediterráno. Es el autor de muchos libros y artículos eruditos de egiptología. Sus libros han sido traducidos a muchas lenguas. Es más conocido por sus estudios de simbolismo egipcio y sus trabajos en arqueología egipcia. 

## Publicaciones
- Reading Egyptian Art: A Hieroglyphic Guide to Ancient Egyptian Painting and Sculpture (1992)
- Symbol and Magic in Egyptian Art (1994)
- Valley of the Sun Kings: New Explorations in the Tombs of the Pharaohs (1995)
- The Complete Valley of the Kings With C. Nicholas Reeves (1996)
- The Complete Temples of Ancient Egypt (2000)
- The Complete Gods and Goddesses of Ancient Egypt (2003)
- Egyptology Today (2008)
- Egyptian Scarabs (2008)
- The Temple of Tausret (2011)
- Tausret:  Forgotten Queen and Pharaoh of Egypt (2012)
- The Oxford Handbook of the Valley of the Kings With Kent R. Weeks (2015)
- Pharaoh’s Land and Beyond: Ancient Egyptian Interconnections With Pearce Paul Creasman (in press)